# Árpádhalom
Árpádhalom is een plaats (község) en gemeente in het Hongaarse comitaat Csongrád. Árpádhalom telt 556 inwoners (2007).